# Kostelewo
Kostelewo (bułg. Костелево) – wieś w Bułgarii, w obwodzie Wraca, w gminie Wraca. W 2024 roku liczyła 771 mieszkańców.